# آلبرتو کاردونه
آلبرتو کاردونه (ایتالیایی: Alberto Cardone؛ ۱۹۲۰ – ۱۹۷۷) کارگردان فیلم، فیلم‌نامه‌نویس و تدوین‌گر اهل ایتالیا بود.
او بابت فیلم‌هایش در سبک وسترن اسپاگتی در دههٔ ۱۹۶۰ شناخته می‌شود.
از فیلم‌هایی که وی در آن‌ها نقش داشته‌است، می‌توان به سبزه، خوش‌هیکل، به‌دنبال مردی پولدار و بیست هزار دلار برای هفت نفر اشاره نمود.